# Johann Christian Adami (Theologe, 1662)

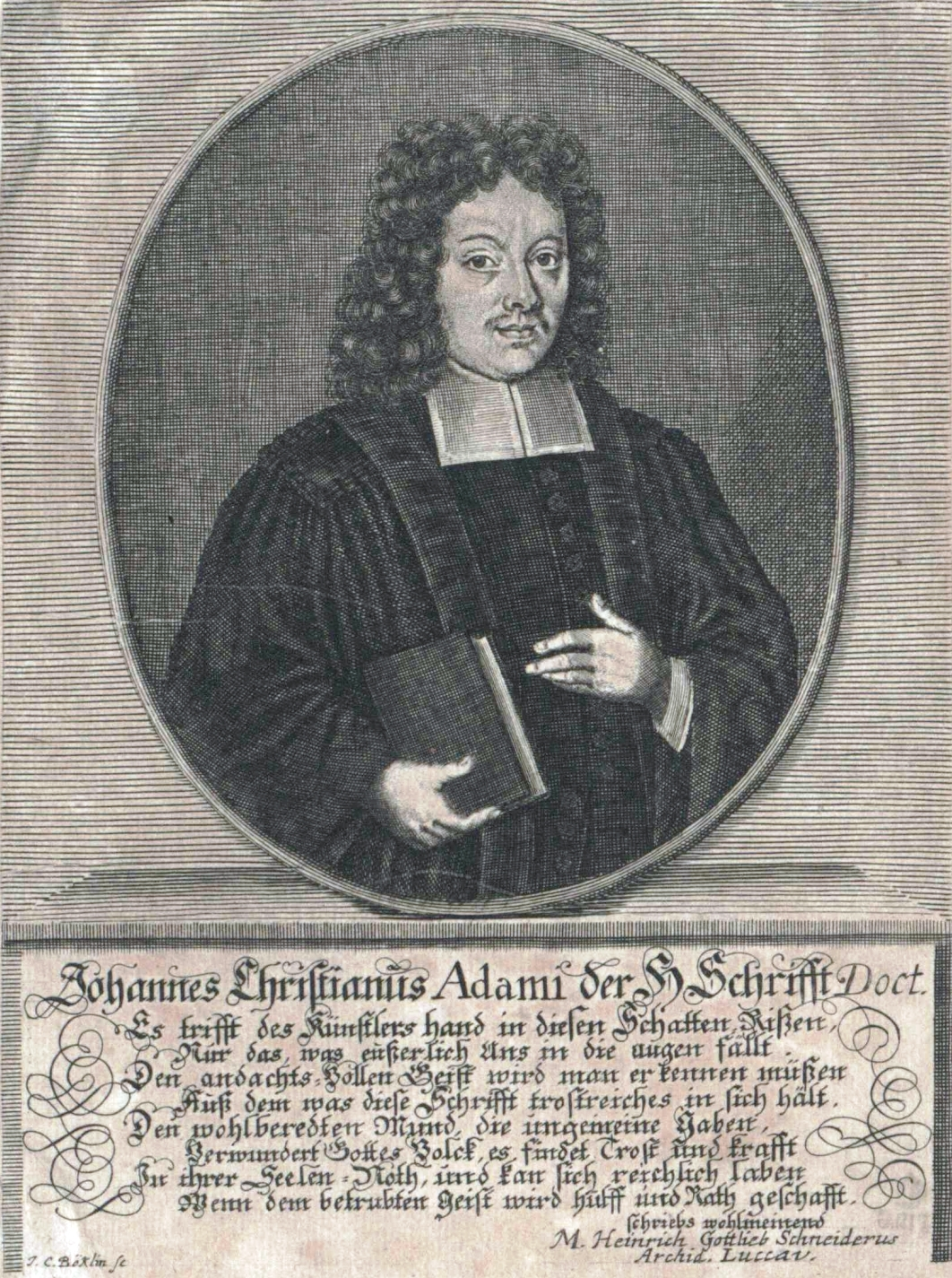
Johann Christian Adami

Johann Christian Adami der Ältere (* 13. Januar 1662 in Luckau; † 12. Mai 1715 in Lübben) war ein deutscher lutherischer evangelischer Theologe und Kirchenlieddichter.

## Leben und Wirken
Johann Christian Adami stammte aus einem alten Niederlausitzer Geschlecht und wurde als Sohn des Bürgermeisters und Kirchenvorstehers Balthasar Adami und der Ratsherrentochter Anna Margaretha Lange geboren. Er erhielt Privatunterricht im Hause seines Vaters und besuchte dann die Stadtschule unter Rektor Christian Crucianus und den Konrektoren Johann Zimmermann und Johann Samuel Schaper. Zusätzlich unterrichtete ihn der Luckauer Oberpfarrer David Grafunder in griechischer und hebräischer Sprache. Mit 15 ging er auf das Gymnasium nach Altenburg unter Rektor Paul Martin Sagittarius, dann auf die Schule in Küstrin unter Rektor Martin Zücker. 1679 bezog er die Universität Wittenberg unter dem Rektorat von Gottfried Strauß. Er besuchte Vorlesungen in den philologischen und philosophischen Wissenschaften unter anderem bei den Professoren Andreas Sennert, Konrad Samuel Schurzfleisch, Christian Donati und Christian Röhrensee. Dann studierte er Evangelische Theologie bei Abraham Calov, Johannes Meisner, Johann Andreas Quenstedt und Johann Deutschmann. 1681 erwarb er die Magisterwürde. 1684 bis 1687 wirkte er als Diakon in Luckau, 1687 bis 1691 als Archidiakon und 1691 bis 1711 als Pastor und Schulinspektor. 1694 wurde er zum Lizenziaten der Heiligen Schrift und am 22. April 1700 zum Doktor der Evangelischen Theologie promoviert. 1701 wurde er Beisitzer des Niederlausitzer Konsistoriums. Von 1711 bis zu seinem Tod 1715 war er Generalsuperintendent der Niederlausitz und Oberpfarrer in Lübben. Er wurde in Luckau bestattet.
Einer 1684 mit Maria Catharina Eysen geschlossenen Ehe entsprossen vier Kinder. Ein Kind wurde tot geboren, die jüngste Tochter (Juliana Christiana) verstarb jung. Eine Tochter und ein Sohn überlebten den Vater. Maria Margaretha († 30. April 1733) heiratete erst den Oberpfarrer von Lieberose Heinrich Gottlieb Schneider und nach dessen Tod Johann Joachim Bömich. Der Sohn Johann Christian Adami (1689–1753) wurde ebenfalls Theologe.

## Werke
Dissertationen
- Johann Christian Adami (Respondent), Nicolaus Christoph Remling (Praeses): De imputatione actionum moralium. Henckelius, Wittenberg 1681
- Johann Christian Pansa (Respondent), Johann Christian Adami (Praeses): Annuente Ente Independenter Necessario Discursum Transcendentalem De Gradibus Necessitatis. Henckelius, Wittenberg 1682
- Georg Krebs (Respondent), Johann Christian Adami (Praeses): Dissertationem Moralem De Oydenosofia Socratica Sive Scientia nihil Sciendi. Henckelius, Wittenberg 1682
- Johann Lubin (Respondent), Johann Christian Adami (Praeses): Podophilēmatos papaei mikroprepeian, seu quod osculum pedum, pontifici romano fixum, sit in decorum, demonstrabunt. Borckard, Witteberg 1684
- Johann Christian Adami (Respondent), Johann Deutschmann (Praeses): Symbolum Apostolicum Adami Protoplasti, hoc est, Catholica Christianorum Doctrina, Symbolo Apostolorum comprehensa, sed primis statim fidelibus Genes. III. Divinitus revelata, nunc solenni disputatione demonstrata. Schrödter, Wittenberg 1694

Predigten und Erbauungsliteratur
- Der schreiende Hirsch Oder Seuffzendes Hertz Eines nach Christo verlangenden Christen. Quenstedt und Wilcke, Wittenberg 1690
- Der Niniviten Boßheit und Buße Oder Kurtze und schrifftmäßige Erklährung der Weissagung des Propheten Jonae. Weidmann und Köler, Leipzig 1691
- Des seeligen Gottes-Mannes D. Martini Lutheri Treuhertzige Warnung vor den Winckel-Predigern Bey Gelegenheit der Frage Obs recht sey in den Häusern oder Winckeln zu predigen? Scholvien, Leipzig 1693
- Das hell-strahlende Biebel-Licht in andächtiger Betrachtung 58. Sprüche heil. Schrifft. Gleditsch, Leipzig 1699
- Der erqvickende Jesus In acht und dreissig Buß- und Trost-Andachten Uber das überaus bewegliche und Geist-reiche Buß-Lied O Jesu Christ du höchstes Gut. Quenstedt, Wittenberg 1700
- mit Philipp Nicolai: Der freudige Zugang Zur Gnade Gottes biß ans Ende Menschlichen Lebens bey Gelegenheit der Frage: Ob allen Menschen und also auch den halsstarrigen und verstockten Sündern die Göttliche Gnaden-Thüre biß ans Ende des Lebens offen stehe? Gleditsch, Leipzig 1701; Bittorf, Zwickau 1701
- Der freudige Zugang Zur Gnade Gottes, biß ans Ende Menschlichen Lebens. Bitteroff, Zwickau 1701; Gleditsch, Leipzig 1701
- Evangelisches Denck- und Danckmahl der göttlichen Güte, oder kurtze und Schrifftmässige Erklärung der ordentlichen Sonn- und Fest-Tags-Evangelien, seiner christlichen Gemeine in den FrühPredigten gezeigt. Gleditsch, Leipzig 1704
- Güldene Aepffel in silbernen Schalen oder gottgebeiligte Betrachtungen des Hohen Liedes Salomonis. Leipzig 1708
- Drey sonderbare gottgeheiligte Kirchen-Reden bestehende in einer Prob- Ab- und Anzugs-Predigt, welche er in der Lübbenschen und Luckauischen Kirchen im Jahr Christi 1711 gehalten. Leipzig 1713
- 33 Kirchenlieder in Evangelisches Zion, oder Neu-verbessertes und vermehrtes vollständiges Nieder-Lausitzisches Gesang-Buch. Lübben 1736